# Lijst van hoogste punten in België
Een lijst van hoogste punten in België.
Landelijk, per provincie, gewest of gemeenschap.

## Hoogste punten van België
| Provincie | Top                           | TAW-hoogte in meters (België) | NN/NAP-hoogte in meters (Duitsland) | EGM96-hoogte in meters | Gemeente  |
| --------- | ----------------------------- | ----------------------------- | ----------------------------------- | ---------------------- | --------- |
| Luik      | Signal de Botrange            | 694,0                         | 694,24                              | 695,40                 | Weismes   |
| Luik      | Weisse Stein                  | 693,3                         | 690,00                              | 690,20                 | Büllingen |
| Luik      | Holzbrush                     | 685,0                         |                                     | 685,40                 | Büllingen |
| Luik      | Odekopp                       | 684,0                         |                                     | 684,70                 | Büllingen |
| Luik      | Mont Rigi                     | 680,0                         |                                     | 674,80                 | Weismes   |
| Luik      | Eichelsberg (Losheimergraben) | 677,0                         |                                     | 679,70                 | Büllingen |
| Luik      | Baraque Michel                | 674,0                         |                                     | 679,00                 | Jalhay    |
| Luik      | Wolfsberg (Miescheiderheide)  | 673,0                         | 673,00                              | 673,90                 | Büllingen |
| Luik      | Pannensterzkopf               | 665,0                         | 662,00                              | 665,90                 | Weismes   |
| Luik      | Zimtbüchel                    | 664,0                         |                                     | 664,90                 | Büllingen |
| Luik      | Wetthau                       | 662,0                         |                                     | 662,70                 | Büllingen |
| Luik      | Steling                       | 659,0                         | 658,30                              | 659,60                 | Eupen     |
| Luxemburg | Baraque de Fraiture           | 651,0                         |                                     | 654,20                 | Vielsalm  |

## Provincies
In de provincie waar een niet-natuurlijk punt, zoals een vuilnisbelt, hoger is dan het hoogste "natuurlijke" punt, wordt dit punt cursief aangegeven.
| Provincie       | Top                                    | Hoogte in meters | Gemeente             |
| --------------- | -------------------------------------- | ---------------- | -------------------- |
| Luik            | Signal de Botrange                     | 694,00           | Weismes              |
| Luxemburg       | Baraque de Fraiture                    | 651,00           | Vielsalm             |
| Namen           | Croix-Scaille                          | 504,00           | Gedinne              |
| Henegouwen      | Naamloos punt in Bois des Hauts Marais | 365,00           | L'Escaillère, Chimay |
| Limburg         | Naamloos punt nabij Stroevenboshoeve   | 287,50           | Remersdaal, Voeren   |
| Waals-Brabant   | Naamloos punt nabij bois de Grand Leez | 175,00           | Perwijs              |
| West-Vlaanderen | Kemmelberg                             | 156,00           | Heuvelland           |
| Oost-Vlaanderen | Hotondberg                             | 150,00           | Kluisbergen          |
| Vlaams-Brabant  | Naamloos punt bij Golflaan             | 142,00           | Sint-Genesius-Rode   |
| Antwerpen       | Hooge Maey (vuilnisbelt)               | 55,00            | Antwerpen            |
| Antwerpen       | Beerzelberg                            | 51,00            | Beerzel              |

## Gewesten
| Gewest                         | Top                                            | Hoogte in meters | Gemeente           |
| ------------------------------ | ---------------------------------------------- | ---------------- | ------------------ |
| Waals Gewest                   | Signal de Botrange                             | 694,00           | Weismes            |
| Vlaams Gewest                  | Naamloos punt nabij Stroevenboshoeve           | 287,50           | Remersdaal, Voeren |
| Brussels Hoofdstedelijk Gewest | Naamloos punt nabij "Kleine Hut" in Zoniënwoud | 129,00           | Ukkel              |

## Gemeenschappen
| Gemeenschap             | Top                                  | Hoogte in meters | Gemeente           |
| ----------------------- | ------------------------------------ | ---------------- | ------------------ |
| Duitstalige Gemeenschap | Weisse Stein                         | 693,3            | Büllingen          |
| Franse Gemeenschap      | Signal de Botrange                   | 694              | Weismes            |
| Vlaamse Gemeenschap     | Naamloos punt nabij Stroevenboshoeve | 287,50           | Remersdaal, Voeren |